# 中園康夫
中園 康夫（なかぞの やすお、1928年8月29日 - 2003年11月13日）は、日本の社会福祉学者。兵庫県出身。幼少時は北海道で過ごす。
ノーマリゼーション（英米の発音の違いによりノーマライゼーションとも）理念を日本に初めて紹介した研究者であり、その後も日本における同研究の理論的リーダーとして活躍した。
四国学院大学の学長（2期）、日本社会福祉学会の理事（3期）、また吉備国際大学副学長（1期）を務めた。

## 略歴
- 1958年：関西学院大学文学部社会事業学科卒業
- 1960年：関西学院大学大学院文学研究科社会学専攻修士課程修了
- 1963年：四国学院大学文学部専任講師
- 1966年：四国学院大学文学部助教授
- 1969年：京都大学医学部精神医学教室留学
- 1970年：四国学院大学文学部教授
- 1976年：四国学院大学大学院教授、ハイデルベルク大学留学
- 1988年：英国CMHERA（地域精神遅滞教育調査研究所）留学
- 1989年：四国学院大学学長（一期目）
- 1993年：同　学長再選（二期目）
- 1996年：四国学院大学定年退職　吉備国際大学に社会福祉学部教授として着任
- 1999年：吉備国際大学大学院社会福祉学研究科長
- 2002年：吉備国際大学副学長

## 著書
- 『援助関係の基礎理論』（相川書房、1996年）
- 『ノーマリゼーション原理の研究』（海声社、1996年）

## 翻訳書
全て共同監訳。
- 『自閉症児』（川島書店、1975年）
- 『ノーマリゼーション』（学苑社、1982年）
- 『自閉症児―親のためのガイドブック』（川島書店、1983年）
- 『ノーマリゼーションの展開』（学苑社、1994年）
- 『障害者と自由』（中央法規出版、1995年）
- 『コミュニティケアを超えて』（雄山閣出版、1995年）
- 『セルフアドボカシーの起源とその本質』（ふくろう出版、1999年）
- 『脱施設化と地域生活』（相川書房、2000年）
- 『障害を持つ人にとっての生活の質』（相川書房、2002年）

## 論文
- 国立情報学研究所収録論文 国立情報学研究所.2010.05.23閲覧。

| スタブアイコン | サブスタブ | この項目は、まだ閲覧者の調べものの参照としては役立たない、人物に関連した書きかけの項目です。この項目を加筆・訂正などしてくださる協力者を求めています（P:人物伝/PJ:人物伝）。 |